# Chicago (film, 2002)
A Chicago 2002-ben bemutatott amerikai-kanadai filmmusical Rob Marshall rendezésében. A film a szatirikus Chicago című színdarab feldolgozása. A film a jazzkorszakban játszódik, Chicagóban és a hírnév és a botrány közötti összefüggéseket dolgozza fel. A forgatókönyvet Bill Condon írta. A Chicago hat Oscar-díjat kapott, köztük a legjobb filmnek járó díjat. Ez a film volt az első musical az 1968-as Oliver! után, amely elnyerte a legjobb filmnek járó díjat.
A Chicago cselekménye Velma Kelly és Roxie Hart körül forog, akiket gyilkosság miatt halálbüntetésre ítélnek és a börtönben találkoznak az 1920-as évek Chicagójában. Velma, hivatásos táncosnő, és Roxie, a színészi ambíciókat dédelgető háziasszony, egymással küzdenek a hírnévért, amely megmentheti őket az akasztófától. A film főszereplői Catherine Zeta-Jones, Renée Zellweger és Richard Gere, mellékszereplői Queen Latifah, John C. Reilly, Christine Baranski, Lucy Liu, Taye Diggs, Colm Feore és Mýa Harrison.

## Cselekmény
|  | Alább a cselekmény részletei következnek! |

Chicago, kb. 1924. A naiv Roxie Hart (Renée Zellweger) meglátogat egy éjjeli klubot, ahol a sztár Velma Kelly (Catherine Zeta-Jones) ad elő (And All That Jazz). Hart párkapcsolati viszonyban van Fred Caselyvel (Dominic West) annak reményében, hogy vaudeville sztárt fog belőle csinálni. Velmát letartóztatták az előadás után férjének és testvérének, Veronicának meggyilkolásának vádjával, mert együtt kapta el őket az ágyban. Miután Roxie rájön, hogy Fred nem fog segíteni neki, hogy betörjön a show businessbe, megöli őt és megpróbálja az egyszerű gondolkodású férjére, Amosra (John C. Reilly) átruházni a vádat (Funny Honey). Ámde a rendőrség és Amos (rájön, hogy megcsalták) átlátnak a mesterkedésein, Roxiet letartóztatják és elküldik a Cook Megyei Börtönbe.
Amint Roxie megérkezik és elhelyezik, elküldik a Gyilkosnők Sorába, ahol kivárja a tárgyalását, Matron "Mama" Morton (Queen Latifah) gondozása alatt, aki ellátja a lányokat cigarettával, és más jól megfizetett áruval( When You're Good to Mama). Roxie Velmával találkozik a börtönben, és megtudja a többi nő háttér történetét a Gyilkosnők Sorából (Cell Block Tango). Roxie eldönti, hogy neki Velma ügyvédjére van szüksége Billy Flynnre (Richard Gere, hogy kiszabadítsa őt (All I Care About), és meggyőzi a férjét, hogy beszéljen vele. Billy elvállalja Roxie ügyét, és kiszabadítja őt azzal, hogy sztárrá teszi.
Flynn és Roxie manipulálta a sajtót, újra kitalálva Roxie identitását, hogy elérjék ezzel Chicago szerelmét iránta (We Both Reached for the Gun). Roxie lesz az új hírhedt sztárja a Cook Megyei Börtönnek, Velma ellenérzésére és Mama örömére (Roxie). Velma, aki kétségbeesetten próbált visszakerülni a rivaldafénybe, megpróbálja meggyőzni Roxiet egy új vaudevilee előadás elkész1tésére, amint kikerültek a börtönből (I Can't Do It Alone). Roxie visszautasítja és megcsúfolja őt, ugyanúgy ahogy Velma is megcsúfolta Roxiet korábban. Roxie és Velma egymást túllicitálva próbálta egyik a másikat kipenderíteni a sztárvilágból. A helyzet megfordul kettejük között, ezenfelül egy új gyilkosnő, Kitty (Lucy Liu) – egy gazdag asszony, aki megölte a férjét, és annak mindkét szeretőjét – lép a színre.
Roxie visszanyeri az emberek figyelmét terhességével, ami hamisan volt megállapítva egy doktor által (akit el is csábított), leginkább Amos örömére; de igazából senki sem veszi észre, hogy ő egyáltalán létezik (Mister Cellophane). A magyar rab, aki ártatlan a szóban forgó gyilkosság ügyében, bűnösnek ítéltetik és felakasztják miután elveszítette utolsó fellebbezési lehetőségét is, ami tovább táplálja Roxie szabadság utáni vágyát. Roxie tárgyalásának napja egyre közeledik, ezért ő és Billy nekiállnak megtervezni a stratégiát ártatlansága bizonyításának érdekében a gyilkossági ügyben, így használva fel hírnevét és mások szimpátiáját iránta (Razzle Dazzle). A tárgyalás már folyik, és egyaránt média jelenséggé is válik, így látva el érzelgős műsortalajjal a rádiós személyiséget, Mary Sunshinet (Christine Baranski). A tárgyalás Roxienak kedvez, amíg Velma meg nem jelenik Roxie naplójával, és cserébe az amnesztiáért felolvas gyanúba keverő bejegyzéseket, amiket Roxie soha nem írt meg. Billy mesteri fogásokkal veri vissza Velma támadását, és végül is Roxiet ártatlannak ítélik. Mindenesetre Roxie médiaszereplése rövid életű: amint kihirdetik az ítéletet, a sajtó figyelme egy új gyilkosnő felé irányul. Roxie elhagyja a bíróságot, miután felfedezi, hogy Billy írta a hamis naplóbejegyzéseket és küldte el Velmának, hogy lerázzák Miss Kellyt. Roxie bevallja Amosnak a hamis terhességet, és, hogy ezt csak a hírnévért tette, így végtére is elhagyja Amos Roxiet.
Semmi nélkül maradva, Roxie még egyszer nekivág színpadi karrierjének, több-kevesebb sikerrel (Nowadays). Nem sokkal később felkeresi Velma, aki vele akar megcsinálni egy kétszereplős előadást. Roxie először visszautasítja, az egymás iránt érzett kölcsönös gyűlölet miatt, de végül belevág. A két gyilkosnő, akiknek már nem kell szembenézniük a börtönbüntetés viszontagságaival, végtére is jól kijönnek egymással, és elérik a rég áhított sikereket (Nowadays/Hot Honey Rag).

## Szereplők
| Szerep                  | Színész                 | Szinkronhang    |
| ----------------------- | ----------------------- | --------------- |
| Roxie Hart              | Renée Zellweger         | Orosz Anna      |
| Velma Kelly             | Catherine Zeta-Jones    | Tóth Enikő      |
| Billy Flynn             | Richard Gere            | Csernák János   |
| Mama Morton felügyelőnő | Queen Latifah           | Kocsis Mariann  |
| Amos Hart               | John C. Reilly          | Besenczi Árpád  |
| Kitty Baxter            | Lucy Liu                | Sági Tímea      |
| Zenekarvezető           | Taye Diggs              | Kautzky Armand  |
| Harrison                | Colm Feore              | Dunai Tamás     |
| Mary Sunshine           | Christine Baranski      | Kovács Nóra     |
| Fred Casely             | Dominic West            | Bozsó Péter     |
| Mona                    | Mya                     | Solecki Janka   |
| June                    | Deidre Goodwin          | Tátrai Zita     |
| Annie                   | Denise Faye             | Mezei Kitty     |
| Hunyak                  | Ekaterina Chtchelkanova | Szőlőskei Tímea |
| Liz                     | Susan Misner            | Mahó Andrea     |
| Nickie                  | Chita Rivera            | Illyés Mari     |
| Színpadmester           | Cliff Saunders          | Imre István     |
| Bíró                    | Sean McCann             | Kristóf Tibor   |
| Börtönőr                | Robbie Rox              | Faragó András   |

## Zeneszámok
1. "And All That Jazz" – Velma Kelly és a társulat
2. "Funny Honey" – Roxie Hart
3. "When You're Good to Mama" – Matron "Mama" Morton
4. "Cell Block Tango" – Velma, Mona és a lányok
5. "All I Care About" – Billy Flynn
6. "We Both Reached for the Gun" – Billy, Roxie, Mary Sunshine és a riporterek
7. "Roxie" – Roxie
8. "I Can't Do It Alone" – Velma
9. "Mister Cellophane" – Amos Hart
10. "Razzle Dazzle" – Billy és a társulat
11. "Class" – (Velma és Mama) (Queen Latifah és Catherine Zeta-Jones jelenetét leforgatták, de a film végső változatából törölték. A jelenet később a film DVD-jén és a 2005-ös televíziós premier során leadott változatba visszakerült és a filmzenei albumon is megjelent ez a szám.)
12. "Nowadays" – Roxie
13. "Nowadays / Hot Honey Rag" – Roxie és Velma
14. "I Move On" – Roxie és Velma (a vége főcím alatt)